# Rio Borchizu
O Rio Borchizu é um rio da Romênia afluente do Rio Nechitu, localizado no distrito de Neamţ.